# Molluschicida
Un molluschicida è una sostanza usata per uccidere i molluschi parassiti delle piante (lumache e chiocciole).  
I prodotti più usati a questo scopo sono la metaldeide e il methiocarb, che sono più efficaci per ingestione e pertanto vengono adoperati per la preparazione di esche avvelenate. Dato che le lumache e le chiocciole prediligono l'umidità, le esche devono essere distribuite di sera dopo la pioggia o l’irrigazione, collocandole lungo i bordi del campo, tra i filari della coltura o attorno alle piante da proteggere. 
In alternativa, si possono usare prodotti disidratanti che agiscono per contatto, come il solfato di ferro e la calce idrata; questi prodotti devono essere distribuiti attorno all'area da proteggere e nelle possibili zone di passaggio di questi molluschi.